# العلاقات الصربية الكوبية
العلاقات الصربية الكوبية هي العلاقات الثنائية التي تجمع بين صربيا وكوبا.

## مقارنة بين البلدين
هذه مقارنة عامة ومرجعية للدولتين:
| وجه المقارنة                                              | صربيا                                                      | كوبا                              |
| --------------------------------------------------------- | ---------------------------------------------------------- | --------------------------------- |
| المساحة (كم2)                                             | 88.36 ألف                                                  | 109.88 ألف                        |
| عدد السكان (نسمة)                                         | 7.02 مليون                                                 | 11.48 مليون                       |
| الكثافة السكانية (ن./كم²)                                 | 79.45                                                      | 104.48                            |
| العاصمة                                                   | بلغراد                                                     | هافانا                            |
| اللغة الرسمية                                             | اللغة الصربية                                              | اللغة الإسبانية                   |
| العملة                                                    | دينار صربي                                                 | بيزو كوبي، بيزو كوبي قابل للتحويل |
| الناتج المحلي الإجمالي (بليون دولار)                      | 41.43 مليار                                                | 87.13 مليار                       |
| الناتج المحلي الإجمالي (تعادل القوة الشرائية) بليون دولار | 100.13 مليار                                               |                                   |
| الناتج المحلي الإجمالي الاسمي للفرد دولار أمريكي          | 5.24 ألف                                                   |                                   |
| الناتج المحلي الإجمالي للفرد دولار أمريكي                 | 13.59 ألف                                                  |                                   |
| مؤشر التنمية البشرية                                      | 0.771                                                      | 0.769                             |
| رمز المكالمات الدولي                                      | +381                                                       | +53                               |
| رمز الإنترنت                                              | .rs، .срб ‏                                                 | .cu                               |
| المنطقة الزمنية                                           | توقيت وسط أوروبا، ت ع م+01:00، ت ع م+02:00، أوروبا/بلغراد ‏ | 00                                |

## منظمات دولية مشتركة
يشترك البلدان في عضوية مجموعة من المنظمات الدولية، منها:
| علم المنظمة | اسم المنظمة                   | تاريخ انضمام صربيا | تاريخ انضمام كوبا |
| ----------- | ----------------------------- | ------------------ | ----------------- |
|             | المنظمة الهيدروغرافية الدولية | ?                  | ?                 |
|             | يونسكو                        | 20 ديسمبر 2000     | 29 أغسطس 1947     |
|             | الاتحاد البريدي العالمي       | ?                  | ?                 |
|             | منظمة الشرطة الجنائية الدولية | ?                  | ?                 |
|             | الأمم المتحدة                 | 1 نوفمبر 2000      | 24 أكتوبر 1945    |
|             | الاتحاد الدولي للاتصالات      | 1 يونيو 2001       | 16 يناير 1918     |
|             | منظمة حظر الأسلحة الكيميائية  | ?                  | ?                 |

## وصلات خارجية
- موقع وزارة الخارجية الصربية
- موقع وزارة الخارجية الكوبية